# Joaquín Gomis Cornet

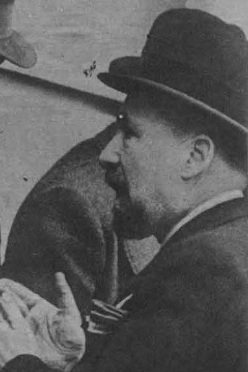

Joaquín Gomis Cornet (Manresa, 1869 - Barcelona, 11 de enero de 1957) fue un empresario y político tradicionalista español.

## Biografía
Pertenecía a una familia de fabricantes textiles, siendo hijo de Francisco Gomis Soler, fundador de la Colonia Gomis. Joaquín y su hermano Enrique, que heredaron dicha colonia industrial situada en Monistrol de Montserrat, empezaron en 1909 a vender a los pueblos vecinos la electricidad que producía la turbina y en 1912 adquirieron la Compañía Anónima Manresana de Electricidad (CAME).
Militante carlista desde su juventud, presidió la Joventut Carlista de Manresa y fundó L'Amic del Poble, poniendo gran empeño en la difusión de las ideas tradicionalistas.
Fue alcalde de Manresa a principios del siglo XX, encargando durante la Semana Trágica al comandante militar que ordenase a los oficiales y soldados del Batallón de Cazadores de Reus que no se habían desplazado a Melilla, se concentrasen en el Cuartel del Carmen para plantar cara a los revolucionarios, mientras diez guardias civiles vigilaban la vía del férrea de la Estación del Norte. Según El Correo Español, después de organizadas las patrullas, se puso al frente del somatén. Posteriormente manifestó que con los incendios provocados «han perdido sus pequeños ahorros algunas mujeres pobres y han quedado huérfanas de la instrucción que en el segundo de dichos conventos recibían más de 600 niñas».
Se presentó candidato a diputado a Cortes por Manresa-Berga, sin éxito. Entre 1926 y 1936 formó parte de la Junta Regional Tradicionalista de Cataluña. Luchó por conseguir una prensa tradicionalista y eficaz, presidiendo la entidad Fomento de la Prensa Tradicionalista S. A., que editaba importantes diarios, entre otros El Correo Catalán (de cuyo Consejo de Administración era presidente), además del de Informaciones de Madrid.
Durante la Segunda República, en las elecciones de febrero de 1936 obtuvo 150.000 votos formando parte de la candidatura del Frente Catalán de Orden. Durante la campaña electoral se manifestó en contra de las posturas separatistas y anticlericales de Esquerra Republicana de Catalunya (ERC), pronunciando un discurso en un mitin tradicionalista en el que afirmó:

En la candidatura tradicionalista se acordó incluir mi nombre. Yo no podía rechazar ese acuerdo ni como ciudadano ni como carlista, y aquí me tenéis. Todo lo que yo represento o pueda representar está al servicio y disposición de nuestra Causa. En lo que de mí dependa, poco o mucho, no he de consentir que continúe el despedazamiento de nuestra Patria. Por otra parte, imaginaos lo que resultaría del triunfo de la Esquerra en vez de la candidatura de la coalición. No sólo ese hipotético triunfo de la Esquerra destruiría el orden material, sino que destrozaría también el orden moral y espiritual, que es la garantía de todos los otros. Porque no hay orden de ninguna clase si antes no se ha conseguido ese otro a que me refiero. Para que exista, vuelvo a decir, el orden material, es preciso restablecer el orden moral y espiritual, y su exponente más definido: la familia. A eso venimos nosotros.

Además de involucrarse en actividades políticas y culturales, Joaquín Gomis Cornet impulsó la industria y formó parte de numerosos Consejos de Administración. Estuvo casado con María Soldevila Grau.